# Gvozdanszkó
Gvozdanszkó (horvátul: Gvozdansko) falu Horvátországban, Sziszek-Monoszló megyében. Közigazgatásilag Dvorhoz tartozik.

## Fekvése
Sziszek városától légvonalban 40, közúton 73 km-re délre, községközpontjától légvonalban 14, közúton 16 km-re északnyugatra a Báni végvidék déli részén, a Glinát Dvrorral összekötő 6-os számú főút mentén, a Gvozdna- és a Žirovac-patakok összefolyásánál, a bosnyák határ közelében fekszik.

## Története
Az emberi letelepedés ebben a térségben szorosan kapcsolódik az ércekben gazdag Trgovska és Zrinska gora hegységekhez, melyek bányáit az ember már ősidők óta használta. Az első itt letelepedett nép az i. e. 2500 és 2000 között itt élt vučedoli kultúra népe volt, de települések nyomait találták a késő bronzkorból és a korai vaskorból is. Ismert, hogy az itt bányászott vasércet (limonit), ezüstöt és ólmot (galenit) a kelták, majd a rómaiak is feldolgozták. Az első írásos források erről a területről a 13. század elejéről valók, amikor a térség urai a Babonićok voltak, akiknek Vodice nevű birtoka az Una mindkét partjára kiterjedt. A birtokot még Imre király adományozta a nemzetségnek, akik azt vásárlással és cserével tovább bővítették, így az a század második felére már a Žirovnica alsó folyása és a Zrinska gora közötti területre is kiterjedt. Helyzetük 1335-ben változott meg drámaian, amikor Babonić István fegyvert fogott Károly Róbert király ellen és kegyvesztett lett, birtokait elveszítette. A birtokokat a család másik ága a Blagay család (nevét a Sana menti Blagaj váráról kapta) vette át, akik még újabbakat is szereztek mellé. 1347-ben I. Lajos magyar király adományozott birtokokat a Zrínyiek őseinek Subić György és Gergely bribiri grófoknak, Subić Péter horvát bán fiainak a Zrinyi-hegység (Zrinska gora), a Gvozd-hegység és Pedalj vidékén. A birtokok központja Zrin vára lett, melyről a család fel is vette a Zrínyi nevet. Amikor Lajos király ezeket a birtokokat eladományozta, valószínűleg nem sejtette, hogy a családot ezzel milyen gazdagsághoz juttatja, az itt található értékes lelőhelyeket ugyanis csak ezután találták meg. A Zrínyiek 1463-tól kaptak kiváltságot a Gvozd-hegység és Majdan területén található ezüst bányászatára, melyből nagy hasznot szereztek. Az első dokumentum, amely a Gvozdanszkó közelében fekvő bányákról szól I. Mátyás magyar király 1463. március 3-án kelt oklevele, melyben a király engedélyezi Zrínyi Péternek, hogy birtokain arany, ezüst, réz és más ércek kitermelésére bányákat nyisson és azok jövedelmeit adómentesen megtartsa. Gazdagságuk egyre nőtt és nemsokára Horvátország leghatalmasabb és leggazdagabb családjai közé tartoztak, mi több mintegy ötven évig saját pénzt is verettek, melyek ma is nagy numizmatikai értéknek számítanak.
A 15. század második felében török seregek hatoltak be a Banija területére nagy pusztítást végezve a Kulpa és az Una közötti térségben. 1459-ben török uralom alá került Szerbia, 1463-ban Bosznia, 1482-ben pedig Hercegovina is. A török veszély közeledtére a Zrínyiek meglévő váraik megerősítése mellett újabbak építésébe is kezdtek. Ezek közül a legjelentősebb mindenképpen Gvozdanszkó lett, melyet a Gvozdna-pataknak a Žirovac-patakba folyása feletti magaslaton építettek. A vár első említése 1488-ból származik, de 1524 után különösen gyakran említik. Neve a különböző latin és német nyelvű forrásokban Kosdansko, Guosdannskhi, Gwoszdannszkho, Gozdanczky, Giessdenitzka, Gnasdannskh alakokban tűnik fel, így aztán nem csoda, hogy sokszor összetévesztették a keletebbre fekvő Kostajnicával. A vár a 16. század második felére a további török terjeszkedés térségbeli legnagyobb gátja lett. 1561-ben Malkocs bég, 1574-ben Ferhát pasa boszniai szandzsákbég és 1576-ban Kapidzsi pasa is sikertelenül ostromolta. Ferhát pasa benyomult a Kulpa és az Una közötti térségbe, 1577-ben elfoglalta Kladusát és Osztrozsacot, majd október 30-án elesett a legközelebbi jelentősebb vár Zrin is. Közben 1577. október 3-án megkezdődött Gvozdanszkó ostroma. Ferhát pasa időközben 10.000 főre gyarapodott török seregével szemben a várban Damjan Doktorović kapitány, Nikola Ožegović és Andrija Stepšić parancsnoksága alatt mintegy 300 védő, többségük bányász, a vár állandó őrsége, valamennyi horvát végvári vitéz, valamint mintegy 250 környékbeli jobbágy, asszonyokkal és gyermekekkel állt szemben. A védők a szűkös élelem és elégtelen felszerelés ellenére minden megadási felszólítást visszautasítottak. Amikor végül 1578. január 12-én éjszaka a török betörte a kaput már senkit nem talált életben. Ez a hősiesség a pasát úgy meghatotta, hogy elrendelte a védők nagy tisztelettel, keresztény szertartás szerinti történő eltemetését. A horvát seregek a várat még az évben visszafoglalták, de a keresztény seregben kitört kolera miatt újra török kézre került és csak 1635-ben szabadult fel végleg.
Az 1683 és 1699 között felszabadító harcokban a keresztény seregek kiűzték a térségből a törököt és a török határ az Una folyóhoz került vissza. Ezután a török uralom alatt maradt Közép-Boszniából, főként a Kozara-hegység területéről és a Sana-medencéből pravoszláv szerb családok érkeztek a felszabadított területekre. Az újonnan érkezettek szabadságjogokat kaptak, de ennek fejében határőr szolgálattal tartoztak. El kellett látniuk a várak, őrhelyek őrzését és részt kellett venniük a hadjáratokban. Gvozdanszkó benépesülése is a 17. században kezdődött, majd több hullámban a 18. században is folytatódott. 1696-ban a szábor a bánt tette meg a Kulpa és az Una közötti határvédő erők parancsnokává, melyet hosszas huzavona után 1704-ben a bécsi udvar is elfogadott. Ezzel létrejött a Báni végvidék (horvátul Banovina), mely katonai határőrvidék része lett. 1745-ben megalakult a Petrinya központú második báni ezred, melynek fennhatósága alá ez a vidék is tartozott.
1881-ben megszűnt a katonai közigazgatás és Zágráb vármegye Kostajnicai járásának része lett. 1857-ben 329, 1910-ben 487 lakosa volt. A 20. század első éveiben a kilátástalan gazdasági helyzet miatt sokan vándoroltak ki a tengerentúlra. 1918-ban az új szerb-horvát-szlovén állam, majd később Jugoszlávia része lett. A második világháború idején a Független Horvát Állam része volt. 1941. december 26-án a karácsonyi mise idején a partizánok 55 helyi horvát lakost mészároltak le. A háború után a béke időszaka köszöntött a településre. Enyhült a szegénység és sok ember talált munkát a közeli városokban. Ennek következtében újabb kivándorlás indult meg. Sok fiatal települt át a jobb élet reményében Glinára, Dvorra, Petrinyára, Bosanski Noviba. A délszláv háború előestéjén lakosságából 124 szerb, 41 horvát nemzetiségű volt. A falu 1991. június 25-én jogilag a független Horvátország része lett, de szerb lakói a Krajinai Szerb Köztársasághoz csatlakoztak. A szerb szabadcsapatok három horvát lakost meggyilkoltak. A falut 1995. augusztus 8-án a Vihar hadművelettel foglalta vissza a horvát hadsereg. A szerb lakosság többsége elmenekült. 2011-ben 42 állandó lakosa volt.

## Népesség
| Lakosság változása | Lakosság változása | Lakosság változása | Lakosság változása | Lakosság változása | Lakosság változása | Lakosság változása | Lakosság változása | Lakosság változása | Lakosság változása | Lakosság változása | Lakosság változása | Lakosság változása | Lakosság változása | Lakosság változása | Lakosság változása |
| ------------------ | ------------------ | ------------------ | ------------------ | ------------------ | ------------------ | ------------------ | ------------------ | ------------------ | ------------------ | ------------------ | ------------------ | ------------------ | ------------------ | ------------------ | ------------------ |
| 1857               | 1869               | 1880               | 1890               | 1900               | 1910               | 1921               | 1931               | 1948               | 1953               | 1961               | 1971               | 1981               | 1991               | 2001               | 2011               |
| 329                | 390                | 406                | 483                | 474                | 487                | 449                | 486                | 418                | 464                | 378                | 287                | 239                | 181                | 69                 | 42                 |

## Nevezetességei
- Gvozdanszkó (Gvezdna) várát[4] a 15. század második felében építtette a Zrínyi család. 1488-ban említik először. Zrínyi III. Miklós vasolvasztót, öntödét és pénzverdét működtetett benne. Több sikertelen ostrom után 1578-ban foglalta el a török és 1635-ig török kézen volt. Az Una folyó azonban csak 1739-re vált végleges határrá. A török fenyegetés gyengülésével a vár jelentősége is csökkent. Határvárként szolgált egészen 1878-ig, amikor Bosznia okkupációjával az országhatár és a vár jelentősége is megszűnt. Elhagyatottságában pusztulásnak indult, köveit a lakosság építőanyagnak használta. A vár négyszögletes alaprajzú volt, sarkain félköríves tornyokkal. Kaputornya négyszögletes volt, ezzel szemben állt az várudvarban a hengeres lakótorony, mely lényegesen magasabb volt a falaknál. A falak sok helyen ma is emeletnyi magasságban állnak. Jól kivehetők a sarokbástyák és az egykori hengeres lakótorony maradványai is.
- Szent Fülöp és Jakab apostolok tiszteletére szentelt római katolikus plébániatemploma a falu főutcája és Brđani között áll. Helyén először egy 1691-ben épített fatemplom volt. A mai templom építési munkálatai 1769-ben kezdődtek és az építés 1781-ig tartott. Az épület az itt dolgozó katolikus bányászok részére készült, akik az újonnan nyitott bányákban dolgoztak. A II. világháború idején 1941-ben a partizánok felgyújtották és csak 1963-ra sikerült újjáépíteni. 1991. augusztus 3-án a JNA egységei újra lerombolták, de a háború után ismét újjáépítették. A templom falába van beépítve a Bužimnál a törökkel vívott csatában elesett Sigismund Supra sírkőlapja, mely 1782-ből származik.
- A gvozgansko-majdani bányakomplexum a 16. század óta működik. Az első ismert bányák Gvozdanszkó területén voltak. Az itteni ércbányákat már a kelták és a rómaiak is ismerték és használták. A középkorban 1463-tól van írásos forrás az itteni ezüst és az ólom bányászatára, amikor a Zrínyiek kaptak királyi engedélyt a birtokukon található ásványkincsek kitermelésére és hasznosítására. Az első részletes beszámoló a bányák, égetőkemencék, anyagraktárak, bányászházak, valamint a Keresztelő Szent János templom meglétéről 1766-ból való. A komplexum egészen a II. világháborúig jövedelmezően működött, ezután azonban hanyatlásnak indult. 1977-ben még az öntödének és a csatlakozó épületeknek megvolt a teteje, de ma már a délszláv háborúból itt maradt aknák miatt az egész épületegyüttes megközelíthetetlen.
- A Stražbenica nevű magaslaton a török háborúk idejéből származó őrtorony maradványa található.
- A délszláv háború áldozatainak emlékművét 1995-ben emeleték.